# Zdzisław Mazurkiewicz
Zdzisław Wiktor Mazurkiewicz (ur. 15 sierpnia 1924 w Chełmie, zm. 24 sierpnia 2023 w Zielonce) – pułkownik dyplomowany ludowego Wojska Polskiego, wojewoda koszaliński (1981–1986).

## Życiorys
Syn Wiktora i Józefy. Od 1944 był żołnierzem ludowego Wojska Polskiego. W 1945 roku ukończył Oficerską Szkołę Artylerii w Chełmie. W 1957 roku został wyznaczony na stanowisko dowódcy 11 Dywizji Artylerii Przeciwlotniczej w Brzegu. W 1961 roku został przeniesiony na stanowisko szefa Wojsk OPL Warszawskiego Okręgu Wojskowego w Warszawie. W latach 1965–1967 był słuchaczem Akademii Sztabu Generalnego Sił Zbrojnych ZSRR w Moskwie. Po ukończeniu studiów powrócił do kraju na poprzednio zajmowane stanowisko służbowe. W 1968 roku został wyznaczony na stanowisko zastępcy szefa Wojsk Obrony Przeciwlotniczej Ministerstwa Obrony Narodowej w Warszawie. Na tym stanowisku w 1980 roku został wyróżniony wpisem do Honorowej Księgi Czynów Żołnierskich „za wybitną, wzorową służbę i pracę w Siłach Zbrojnych Polskiej Rzeczypospolitej Ludowej”. W grudniu 1981 roku został powołany na stanowisko wojewody koszalińskiego, które piastował do 1986.
Odznaczony m.in. Krzyżem Oficerskim Orderu Odrodzenia Polski.